# 호조 무츠미
호죠 무츠미(사빈), (北城睦実, Mutsumi Saburo)는, 요시자키 미네의 원작 애니메이션 '케로로 중사'에 등장하는 인물이다. 쿠루루의 인간 파트너로 인물들 가운데 공통 요소를 제외한 나머지가 원작과 애니메이션이 아주 다른 캐릭터다. 담당 성우는 일본에서는 이시다 아키라, 한국에서는 투니버스에서 신용우, 카툰네트워크 재더빙판에서는 최승훈이 맡있다.

### 원작 설정
'시부야 대락 부속 제3 고등학교'를 다니는 고등학생으로 신장은 168cm, 체중은 59kg이다. 학교를 자주 빼먹기 때문에 주위에선 다른 학생들과 다른 분위기를 가진 소년이라고 알려졌다. 게다가 아이큐도 높고 운동신경도 좋아서 '무츠미가 참가하면 시합이 되지 않는다'는 말을 할 정도다. 또한 오토바이를 무척 잘 탄다. 623이라는 가명으로 라디오 DJ활동을 하고있으며 이를 숨김없이 밝히고 다닌다. 그래서 주위에 있는 모든 레귤러 인물들이 이를 잘 알고 있다. 나츠미는 그에게 매우 관심이 많지만 단순히 유명 DJ로써 동경을 하는 것일뿐 그 이상의 감정은 없다.

### 애니메이션 설정
이름은 사부로로 변경됐고 나이도 한 살 어려져 중학교 3학년이 됐다. 히나타 남매와 같은 키치죠 중학교 3학년에 재학중이며 인기 DJ를 한다는 사실을 쿠루루와 방송관계자들을 제외한 다른 사람들에겐 철저하게 숨기고 있다. 심지어 다른 케로로 소대원들조차도 나중에서야 알았을 정도다. 게다가 나츠미는 이런 그의 정체를 모른채 사부로를 짝사랑하고 있다.

### 원작과 애니메이션의 공통적 설정
623이라는 가명으로 라디오 DJ를 한다는 점. 게다가 그 음침하고 괴짜같은 쿠루루와 마음이 잘 통하는 것, 그가 케로로 소대에 무사히 합류할 수 있게 도와준 것, 툭하면 학교를 빼먹고 땡땡이 치는치는 등 여러 소소한 점은 애니방영때도 고스란히 살려두었다.
또한 실체화 펜을 들고있다. 처음 만났을 당시, 둘은 실체화 팬으로 그림그리기 승부를 펼쳤는데 이것저것 그리다 보니 거대 외계생물체까지 소환하고 말았다. 그래서 쿠루루도 잡아먹힐뻔 했는데 무츠미가 화염방사기로 외계인을 없애버리고 쿠루루까지 구해주었다. 그러자 쿠루루는 빚 지고는 못산다며 펜에 '326'이란 이니셜을 새겨 선물로 준것이다. 또한 나머지 한자루는 마침 근처에 있던 타마마가 타마마 임팩트를 날려버리는 바람에 소멸하고 말았다.
한 가지 독특한 점은 7인의 나나에서도 비슷한 캐릭터가 있다는 점이다. 분명히 그림은 다르지만, 머리 색의 차이는 제외하고 거의 비슷하다는 점이다. 이것 역시 원작과 애니메이션의 공통점이다.

## 코스프레 등장
- 슈퍼 마리오 풍

애니메이션 126화에서 처음 부분에 쿠루루와 함께 TV에서 출연.
- 사부로 왕자

애니메이션 126화에서 나츠미가 상상한 곳에 있었던 사부로.
- 어둠의 마왕 다크 사부로드

애니메이션 126화에서 등장한 것으로 쿠루루가 만든 롤플레잉 게임 안에서 세계를 지배하려는 마왕으로 나왔다. 이것은 쿠루루가 아직 디버그가 끝마치지 못했음에도 케로로의 끈질긴 부탁으로 들어가는 바람에 버그 문제로 마왕으로 나왔다. 하지만 나츠미의 애정에 의해 원래대로 돌아왔다. (이 점은 이 롤플레잉 게임 자체의 성질과 관계되어 있다.)

## 같이 보기
- 히나타 나츠미
- 쿠루루 상사
- 케로로 중사 (캐릭터)
- 케로로 중사의 등장인물